# Tułkowice (Sainte-Croix)
Pour les articles homonymes, voir Tułkowice.
Tułkowice est une localité polonaise de la gmina de Wilczyce, située dans le powiat de Sandomierz en voïvodie de Sainte-Croix.